# NGC 5837
NGC 5837 је спирална галаксија у сазвежђу Волар која се налази на NGC листи објеката дубоког неба.
Деклинација објекта је + 12° 38' 2" а ректасцензија 15h 4m 40,6s. Привидна величина (магнитуда) објекта NGC 5837 износи 13,7 а фотографска магнитуда 14,5. NGC 5837 је још познат и под ознакама UGC 9686, MCG 2-38-36, CGCG 76-144, IRAS 15022+1249, PGC 53817.